# Monolene sessilicauda
Monolene sessilicauda är en fiskart som beskrevs av Goode, 1880. Monolene sessilicauda ingår i släktet Monolene och familjen tungevarsfiskar. Inga underarter finns listade i Catalogue of Life.